# محمد عبد العزيز الجندي
المستشار محمد عبد العزيز الجندي (29 مارس 1929 - 5 أغسطس 2020) هو وزير العدل المصري سابقاً خلال فترة من 7 مارس 2011 حتي 1 ديسمبر 2011، في أول حكومة تشكل بعد ثورة 25 يناير سنة 2011، برئاسة عصام شرف، شغل قبله منصب النائب العام المصري.

## حياته ونشأته
ولد محمد إبراهيم عبد العزيز الجندي بمدينة طنطا في 29 مارس سنة 1928، نشأ في بيئة دينية حيث كان والده الشيخ إبراهيم مصطفى الجندى، محامياً من الحاصلين على شهادة العالمية من الأزهر الشريف، وكان جده لأمه الشيخ على رحاب من علماء الأزهر الشريف.
التحق وهو في سن الخامسة بالكتاب لحفظ القرآن الكريم، ثم بالمدرسة الابتدائية ومدرسة طنطا الثانوية ثم التحق بكلية الحقوق جامعة فاروق الأول بالإسكندرية، تخرج منها في مايو سنة 1949.

## مناصب
عين معاونا للنيابة العامة في 10 يناير 1950،وتدرج في الخدمة بسلك النيابة العامة في محافظات المنوفية والإسكندرية وبني سويف، ثم عين قاضيا بطنطا عندما بلغ الثلاثين من عمره وأمضى بها أربع سنوات، ثم عين رئيسا لنيابة أسوان سنة 1965 لمدة عام نقل بعده إلى نيابة كفر الشيخ ثم إلى نيابة الإسكندرية، ثم رقى إلى درجة مستشار وعين محاميا عاما لنيابة بنى سويف ثم مستشارا بمحكمة الاستئناف بالإسكندرية ثم ندب رئيسا لمحكمة الإسكندرية الابتدائية، ثم عين مستشارا بمحكمة النقض وعمل في الدائرة المدنية بها لمدة خمس سنوات ثم عين نائبا لرئيس محكمة النقض ورئيسا للدائرة الجنائية بها، ثم تولى منصب النائب العام المساعد لمدة عام من 1984 إلى 1985، ثم عين نائبا عاما في أوائل أغسطس 1985 إلى أن تقاعد في 30 يونيو 1988.

## جوائز
- جائزة الدولة التقديرية.[4]

## وفاته
توفي فِي الخامس من أغسطس 2020.